# Florae italicae prodromus
Florae italicae prodromus (abreviado Fl. Ital. Prod.) es un libro con ilustraciones y descripciones botánicas que fue escrito por el médico y botánico italiano; Antonio Turra y publicado en  1780.
Florae italicae prodromus, es un catálogo de cerca de 1700 especies italianas, clasificadas siempre según el método de Linneo, al cual le adjuntó el suplemento Insecta vicentina.